# Qezkeh
Qezkeh (persiska: قِزگِه, قزكه, قِژِك, قِزخِه) är en ort i Iran.   Den ligger i provinsen Kurdistan, i den nordvästra delen av landet, 400 km väster om huvudstaden Teheran. Qezkeh ligger 1 660 meter över havet och antalet invånare är 207.
Terrängen runt Qezkeh är platt söderut, men norrut är den kuperad. Qezkeh ligger nere i en dal. Runt Qezkeh är det ganska glesbefolkat, med 23 invånare per kvadratkilometer. Närmaste större samhälle är Darreh Asb, 16,9 km väster om Qezkeh. Trakten runt Qezkeh består i huvudsak av gräsmarker.